# Limnephilus infernalis
Limnephilus infernalis är en nattsländeart som först beskrevs av Banks 1914.  Limnephilus infernalis ingår i släktet Limnephilus och familjen husmasknattsländor. Inga underarter finns listade i Catalogue of Life.